# 小叶铁线莲
小叶铁线莲（学名：Clematis nannophylla）为毛茛科铁线莲属下的一个种。

## 扩展阅读
- 維基物種上的相關：小叶铁线莲